# Легати Градске библиотеке Карло Бијелцки
Легати Градске библиотеке Карло Бијелицки у Сомбору су посебне библиотеке целине и друга материјална и културна добра која је тестаментарно завештао њихов власник, или његов правни наследник.

## Легати као вид доброчинства
Угледни Сомборци и знамените личности везане за Сомбор изабрали су сомборску библиотеку као место коначног одредишта своје оставштине - личне библиотеке. Ове библиотеке целине су примљене на основу поклона или тестаментарног завештања поклонодавца, власника колекције. 
Већи део фонда легата и библиотека целина чине монографске публикације, које су основна грађа личних библиотека поклонодаваца.
У овим збиркама су домаће и стране серијске публикације.
Осим књига и периодике, у појединим колекцијама се налазе и уметничка дела и намештај власника.

## Смештај и организација легата у сомборској библиотеци
Сва библиотечко-информациона грађа легата и библиотека целина стручно је обрађена према стандардима за библиографски опис према врсти грађе.
За старије легате формирани су лисни алфабетски и стручни каталози. Од 2004. године, када се сомборска библиотека прикључила систему узајамне каталогизације COBISS, врши се рекаталогизација старог фонда у електронској бази, самим тим и фонда легата што омогућава да ове колекције буду доступне ширем кругу корисника.
Смештање и сигнирање легата у сомборској библиотеци није униформно, те постоји више варијанти смештаја. Библиотечко-информациона грађа која се налази у оквиру легата или библотека целина на Научном одељењу обележена је интерном словном ознаком у сигнатури. Приликом приступа у систем узајамне каталогизације COBISS, ранији начин сигнирања монографских и серијских публикација је промењен и дефинисанe су интерне ознаке у сигнатури на основу иницијала легатора (PK, KV, RD, DŽ, RS, МЈВ).
Серијске публикације у сомборској библиотеци смештене су по форматима са латиничним словним ознакама и текућем броју, односно на основу  интерне ознаке у сигнатури која означава формат (D, E, F) и текућег броја у сигнатури.
Монографске публикације су смештене по текућем броју. Поједини легати, који се налазе у библиотечким огранцима и чији је фонд у слободном приступу, смештени су по УДК броју.

## Легати у сомборској библиотеци
Сомборска библиотека поседује девет легата и библиотека целина:
1. Легат Кароља Вертешија
2. Легат Радивоја Стоканова,
3. Легат Јакоба Келша,
4. Легат Радивоја Додића,
5. Легат Богдана и Милене Џувер,
6. Легат Смиљке Куруцић Генгелацки,
7. Легат Амалије Сулавер Раич,
8. Легат Петра Коњовића и
9. Легат Мирослава Јосића Вишњића.

## Легати у формирању
Библиотека је добила још два легата које је потребно у наредном периоду средити, стручно обрадити и сместити.
То су:
- Легат Давида Кецмана - Даке (сомборског књижевника) и
- Легат Јоланке Лазић (тестаментом је Градској библиотеци "Карло Бијелицки" наменила своју кућну библиотеку)

## Значај и вредност легата
Свест о значају и потреби улагања у библиотеке богаћењем њених фондова траје од самог њеног отварања. Легати као посебне целине су вредни саставни делови библиотеке.
Легати су драгоцена ризница значајних историјских тренутака, чувари заборављених вредности, обичаја и свеукупног духовног, образовног и културно-уметничког наслеђа.
У Легатима се налазе личне колекције публикација, рукописа, докумената, и разнородне грађе, брижљиво сакупљане. Легати одређених личности предтављају и начин да се упозна и сама личност дародавца, време, средина или шири простор њеног деловања.